# Vincenzo Fioravanti
Vincenzo Gioacchino Fioravanti (* 5. April 1799 in Rom; † 28. März 1877 in Neapel) war ein italienischer Komponist. Er war der Sohn des Komponisten Valentino Fioravanti.

## Leben und Werk
Vincenzo Fioravanti gab gegen den Willen seines Vaters ein Medizinstudium auf und widmete sich der Musik. Er studierte zunächst bei Giuseppe Jannacconi Komposition und wechselte dann studienhalber zu seinem Vater nach Neapel. Der vor die neue Sachlage gestellte Vater riet seinem Sohn Vincenzo, sich möglichst früh dem Publikum mit eigenen Werken auf der Bühne zu stellen.
Vincenzo Fioravanti folgte dem Rat. Er debütierte mit seiner auf einem Libretto von Salvadore Cammarano  basierenden Oper Pulcinella molinaro in der Karnevalssaison 1819 am S. Carlino-Theater in Neapel. Es folgten ungefähr vierzig Opern, von denen viele im Teatro Nuovo in Neapel aufgeführt wurden.
1820 ging Fioravanti nach Rom zurück und landete dort im November desselben Jahres mit seiner zweiten Oper La contadina fortunata auf ein Libretto von  Andrea Leone Tottola im Teatro Valle di Roma einen großen Erfolg. Nach Neapel zurückgekehrt hatte er 1828 mit der Oper Robinson Crusoè auf ein Libretto von Tottola riesigen Erfolg. Ab diesem Moment komponierte er vorwiegend Opera buffa, die meistens für die neapolitanische Oper bestimmt waren. Einen großen Erfolg erreichte er 1837 mit der Oper Il ritorno di Pulcinella dagli studi di Padova auf ein Libretto von Andrea Passaro im Teatro La Fenice in Venedig. Kurz nach dem Tod seines Vaters im Jahr 1837 zog er von Neapel nach Lanciano, wo er ab 1839 als Chorleiter an der Kathedrale wirkte. In dieser Lebensphase widmete er sich der Komposition von Oratorien und geistlichen Werken.
1843 kehrte er nach Neapel zurück und begann wieder Musiktheaterwerke zu schaffen. Er erhielt für die meisten seiner Werke breite Zustimmung des neapolitanischen Publikums. Bei einigen aufgrund der Mittelmäßigkeit der Libretti weniger gelungenen Werken erhielt er die Rückendeckung von König Ferdinand II., so geschehen beispielsweise bei der Uraufführung der Oper La lotteria di Vienna („Die Lotterie von Wien“) auf ein Libretto von Pasquale Altavilla im März 1843 im Teatro Nuovo, die von der Musikkritik heftig angegangen wurde. Ab etwa 1856 begann sein Stern zu sinken. Er geriet sogar in wirtschaftliche Not und hoffte, den Lehrstuhl für Kontrapunkt am Konservatorium in Neapel zu erhalten. Man gestand ihm aber auf Grund seines fortgeschrittenen Alters diese Position nicht mehr zu und vergab sie auf Basis eines Wettbewerbes anderweitig. 1866 wurde er zum Ehrendirektor der Musikhochschule ernannt zunächst ohne Anspruch auf Aufwandsentschädigung. 1867 wurde er dann zum regulären Direktor der Musikhochschule bestellt mit normalem Lohn. Einer seiner Schüler war Nicola D’Arienzo.
1872 erkrankte er ernsthaft und musste seine Position aufgeben. Als Anerkennung für seine Verdienste behielt er sein Gehalt und seine Unterkunft. Er starb am 28. März 1877.